# Abd-al Hamid Ben Badis
Abd-al Hamid Ben Badis (ur. 5 grudnia 1889 w Konstantynie, zm. 16 kwietnia 1940 w Konstantynie) – algierski muzułmański teolog i reformator islamu.

## Życiorys
Na jego poglądy i reformatorską działalność wywarli wpływ Muhammad Abduh i Muhammad Raszid Rida. W 1931 roku założył Stowarzyszenie Alimów Algierskich. Próbował pogodzić zachowanie wartości islamskiej kultury z przyjmowaniem osiągnięć zachodniej cywilizacji. Napisał wiele prac z zakresu muzułmańskiej teologii, m.in. próby nowoczesnych interpretacji Koranu, a także reform oświaty. Zajmował się również publicystyką.